# Dryden (Oregon)
Dryden az Amerikai Egyesült Államok északnyugati részén, Oregon állam Josephine megyéjében, a Szarvaspatak-völgyben elhelyezkedő önkormányzat nélküli település.
Névadója John Dryden angol költő; az elnevezés J. P. Mills telepestől ered.
A posta 1892 és 1956 között működött. Egykor iskola is volt itt. 1990-re egyetlen épület, az egykori posta és üzlet maradt fenn.

## Fordítás
- Ez a szócikk részben vagy egészben  a   Dryden, Oregon című angol Wikipédia-szócikk ezen változatának fordításán alapul.  Az eredeti cikk szerkesztőit annak laptörténete sorolja fel. Ez a jelzés csupán a megfogalmazás eredetét és a szerzői jogokat jelzi, nem szolgál a cikkben szereplő információk forrásmegjelöléseként.